# آرت لینسون
آرت لینسون (به انگلیسی: Art Linson) (متولد ۱۹۴۲) تهیه کننده، کارگردان و فیلمنامه‌نویس آمریکایی است.
لینسون در شیکاگو به دنیا آمد. او تهیه‌کنندگی فیلم‌های تسخیرناپذیران، مخمصه، باشگاه مبارزه و خسیس را در کارنامه دارد. او با بازیگر بریتانیایی فیونا لوئیس ازدواج کرده‌است.